# Cotegipe
Cotegipe(antiguo Campo Largo) es un municipio brasilero del estado de Bahia. Su población estimada en 2004 era de 13.833 habitantes.

## Historia
D. Juán de Lencastre, 32.º gobernador del Brasil construyó un festival del cual surgió la actual ciudad de Barra, bien como los de Mortero Arcado y Campo Largo, siendo este el punto originário del municipio de Cotegipe. La colonización obedeció a la orientación del Conde de la Puente y portugueses, italianos y nacionales procedentes de la capitanía de Pernambuco. El municipio de Cotegipe surgió a mediado del siglo XIX y su iglesia fue erigida en 1885 y consagrada a la Santa Cruz, perteneciente a la parroquia de Campo Largo. 
La creación del municipio data del año 1820. En 1925, la sede del municipio fue cambiado a Barón de Cotegipe y más tarde simplificado a Cotegipe.